# Вик ауф Фер
Вик ауф Фер (њем. Wyk auf Föhr) град је у њемачкој савезној држави Шлезвиг-Холштајн. Једно је од 132 општинска средишта округа Нордфризланд. Према процјени из 2010. у граду је живјело 4.415 становника. Посједује регионалну шифру (AGS) 1054164, NUTS (DEF07) и LOCODE (DE WYK) код.

## Географски и демографски подаци
Вик ауф Фер се налази у савезној држави Шлезвиг-Холштајн у округу Нордфризланд. Град се налази на надморској висини од 4 m. Површина општине износи 8,0 km². У самом граду је, према процјени из 2010. године, живјело 4.415 становника. Просјечна густина становништва износи 552 становника/km².